# Sylvie Kinigi
Sylvie Kinigi (nhũ danh Ntigashira; sinh ngày 24 tháng 11 năm 1953) là một chính trị gia và nhà kinh tế học người Burundi. Bà từng giữ chức Thủ tướng Burundi từ ngày 10 tháng 7 năm 1993 đến ngày 7 tháng 2 năm 1994, và quyền Tổng thống từ tháng 11 năm 1993 đến ngày 5 tháng 2 năm 1994, trở thành người phụ nữ châu Phi thứ hai từng đảm nhiệm cương vị nguyên thủ quốc gia. 
Sinh ra trong một gia đình người Tutsi, bà tốt nghiệp chuyên ngành ngân hàng tại Đại học Burundi năm 1979 và sau đó nhận được bằng tốt nghiệp chuyên môn từ Trung tâm Đào tạo Nghề nghiệp Ngân hàng (Centre de Formation de la Profession Bancaire) tại Paris. Về mặt chính trị, Kinigi có liên hệ chặt chẽ với Liên minh vì Tiến bộ Quốc gia (UPRONA) – đảng chính trị hợp pháp duy nhất ở Burundi vào thời điểm đó. Bà cũng là một thành viên tích cực của Liên hiệp Phụ nữ Burundi (Union des Femmes Burundaises) – tổ chức trực thuộc UPRONA – và đến năm 1987 đã là thành viên ủy ban trung ương. Trong vai trò đó, bà đã vận động cho các cải cách luật pháp và chính sách của chính phủ nhằm mang lại lợi ích cho phụ nữ. Năm 1990, Kinigi được Ngân hàng Cộng hòa Burundi tuyển dụng để làm Giám đốc Ban Nghiên cứu và Thống kê, và năm sau bà được bổ nhiệm phụ trách chương trình cải tổ cơ cấu kinh tế của đất nước.
Mùa hè năm 1993, Burundi tổ chức bầu cử tự do, trong đó đảng đối lập của UPRONA là Mặt trận Dân chủ vì Burundi (FRODEBU) giành chiến thắng. Tân Tổng thống Melchior Ndadaye đã bổ nhiệm Kinigi làm Thủ tướng vào ngày 10 tháng 7. Bà Kinigi mong muốn thúc đẩy phát triển kinh tế trong nhiệm kỳ, nhưng nhận thấy rằng điều này không thể thực hiện được nếu chưa giải quyết mâu thuẫn sắc tộc giữa người Tutsi và người Hutu. Vì vậy, bà tuyên bố rằng hòa giải sắc tộc sẽ là ưu tiên hàng đầu. Vào ngày 21 tháng 10, Tổng thống Ndadaye và một số quan chức bị lính Tutsi sát hại trong một cuộc đảo chính. Điều này khiến Kinigi trở thành quan chức cao cấp nhất còn sống, đồng nghĩa là người đứng đầu nhà nước trên thực tế. 
Bà cùng các bộ trưởng còn sống trú ẩn tại Đại sứ quán Pháp cho đến khi có thể trở về nhà dưới sự bảo vệ của binh sĩ Pháp, sau khi cuộc đảo chính thất bại. Mặc dù chính phủ của bà không thể kiểm soát được bạo lực sắc tộc bùng phát sau đó, Kinigi đóng vai trò then chốt trong việc môi giới một thỏa thuận chính trị, cho phép bầu ra Tổng thống Cyprien Ntaryamira kế nhiệm. Bà từ chức sau khi ông này nhậm chức năm 1994 và đảm nhận một vị trí điều hành tại Ngân hàng Thương mại Burundi (Banque Commerciale du Burundi). Sau đó, bà giữ nhiều vị trí quốc tế trước khi trở về Burundi năm 2008 và làm tư vấn kinh tế độc lập.

## Thời niên thiếu và học vấn
Sylvie Ntigashira sinh ngày 24 tháng 11 năm 1953 tại Mugoyi, thuộc Ruanda-Urundi (nay là tỉnh Bujumbura Rural, Burundi). Bà là người Tutsi. Cha bà là một thương nhân, còn mẹ bà làm nông và chăm lo việc nhà. Là con thứ ba trong sáu người con, Ntigashira được đi học nhờ chị gái lớn phụ giúp mẹ. Bà được các nữ tu tại giáo xứ Ijenda giảng dạy trong thời tiểu học và trung học. Sau đó, bà theo học Đại học Burundi, khoa Kinh tế, và tốt nghiệp năm 1979 với bằng chuyên ngành ngân hàng và tín dụng. Năm 1990, bà nhận bằng Diplômes d'études supérieures từ Trung tâm Đào tạo Nghề nghiệp Ngân hàng tại Paris.
Năm 1973, Ntigashira kết hôn với Firmin Kinigi, một học giả người Burundi và là thầy cũ của bà. Họ có bốn hoặc năm người con. Chồng bà là người Hutu. Ông rất ủng hộ việc bà theo đuổi học vấn và sự nghiệp, và họ đã thuê người giúp việc để chăm lo nhà cửa và con cái. Chồng bà qua đời vào khoảng năm 1992 hoặc 1993.

## Sự nghiệp

### Giai đoạn đầu trong chính phủ và hoạt động chính trị
Burundi giành độc lập từ Bỉ vào tháng 7 năm 1962. Đất nước nhanh chóng rơi vào sự thống trị chính trị của người Tutsi, làm suy yếu nhóm sắc tộc đa số là người Hutu. Sylvie Kinigi tin rằng nền dân chủ đã được đưa vào Burundi quá vội vàng mà không có sự chuẩn bị thích đáng, dẫn đến tình trạng tổ chức chính trị theo ranh giới sắc tộc và làm gia tăng căng thẳng giữa các nhóm dân tộc. Chính phủ Burundi sau đó bị kiểm soát bởi các sĩ quan quân đội người Tutsi và duy trì quyền lực suốt khoảng 30 năm. Về mặt chính trị, Kinigi có mối quan hệ mật thiết với Liên minh vì Tiến bộ Quốc gia (UPRONA) – đảng hợp pháp duy nhất thời điểm đó. Bà cũng là một thành viên tích cực trong Liên hiệp Phụ nữ Burundi, cơ quan trực thuộc UPRONA, và là thành viên Ủy ban Trung ương từ năm 1987. Trong vai trò đó, bà vận động cho các thay đổi pháp luật và chính sách chính phủ nhằm mang lại lợi ích cho phụ nữ.
Năm 1990, Kinigi được Ngân hàng Trung ương Burundi tuyển dụng để làm Giám đốc Vụ Nghiên cứu và Thống kê, đồng thời giảng dạy tại Đại học Burundi. Năm 1991, bà rời vị trí khi Tổng thống Pierre Buyoya bổ nhiệm bà làm Cố vấn đặc biệt tại Văn phòng Thủ tướng, chịu trách nhiệm thực thi chương trình điều chỉnh cơ cấu kinh tế của Burundi. Trong vai trò này, bà đã đàm phán với Quỹ Tiền tệ Quốc tế (IMF), Ngân hàng Thế giới (World Bank) và các nhà tài trợ nước ngoài. Ấn tượng với năng lực của bà, Tổng thống Buyoya tiếp tục bổ nhiệm bà làm Tổng Thư ký Thường trực tại Bộ Kế hoạch Kinh tế.

### Thủ tướng Burundi
Mùa hè năm 1993, Burundi bắt đầu bước vào giai đoạn chuyển đổi dân chủ. Cuộc bầu cử tự do đầu tiên được tổ chức, và Mặt trận Dân chủ vì Burundi (FRODEBU) – đảng đối lập của UPRONA – giành chiến thắng. Tân Tổng thống Melchior Ndadaye, lãnh đạo FRODEBU và là người Hutu đầu tiên làm nguyên thủ quốc gia, đã bổ nhiệm Kinigi làm Thủ tướng Burundi để kế nhiệm Adrien Sibomana. Ban đầu, Kinigi cân nhắc kỹ lưỡng lời đề nghị, nhưng sau cùng chấp nhận vì cho rằng mình không kém kinh nghiệm hơn các sĩ quan quân đội từng nắm quyền trước đó. Bà quen biết Tổng thống Ndadaye từ thời còn học ở Paris, và từng ngồi trong hội đồng chấm điểm học thuật của ông. Bà cũng quen thân với Léonard Nyangoma và Cyprien Ntaryamira, hai chính trị gia của FRODEBU mà Ndadaye muốn đưa vào chính phủ.
Việc bổ nhiệm Kinigi gây tranh cãi: phe cực đoan trong FRODEBU coi đó là sự phản bội, còn các thành viên cấp tiến trong UPRONA phản đối vì cho rằng bà không đại diện cho đảng và chỉ được chọn vì là phụ nữ Tutsi. Chính phủ mới được thành lập có tỷ lệ 2/3 là người Hutu và 1/3 người Tutsi, với Kinigi là một trong hai nữ bộ trưởng. Chính phủ tuyên thệ nhậm chức ngày 10 tháng 7 năm 1993. Bà Kinigi mong muốn thúc đẩy phát triển kinh tế nhưng nhận thấy cần phải hạ nhiệt căng thẳng sắc tộc trước. Vì vậy, bà tuyên bố hòa giải dân tộc là ưu tiên hàng đầu, và vào giữa tháng 10 đã cử các bộ trưởng đi khắp cả nước để kêu gọi bình tĩnh và đoàn kết dân tộc.

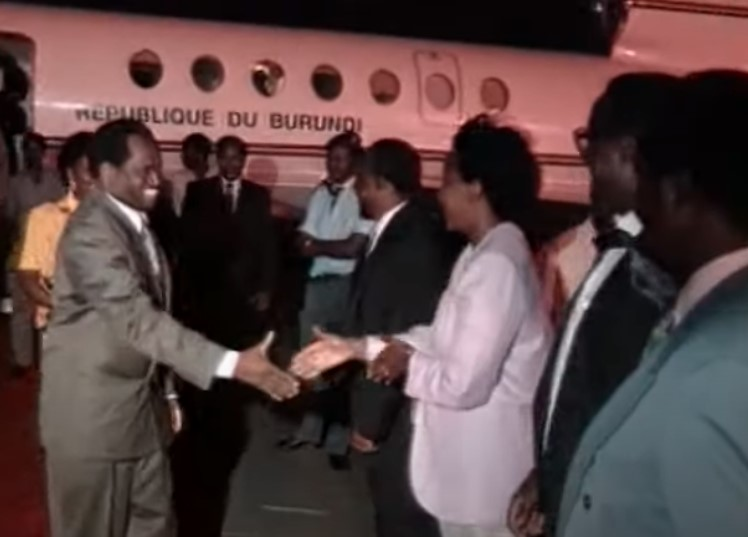
Thủ tướng Kinigi tiếp đón Tổng thống Melchior Ndadaye tại sân bay Bujumbura, năm 1993.

Ngày 21 tháng 10 năm 1993, Tổng thống Ndadaye và một số quan chức chính phủ bị sát hại trong một cuộc đảo chính do quân đội người Tutsi tiến hành. Một nhân vật bù nhìn tên François Ngeze được quân đội đưa lên làm tổng thống lâm thời. Kinigi cùng các bộ trưởng trốn vào Đại sứ quán Pháp. Lực lượng vệ sĩ vẫn trung thành với bà. Là quan chức dân sự cao cấp nhất còn sống, bà trở thành lãnh đạo trên thực tế của đất nước. Từ bên trong đại sứ quán, bà vẫn tiếp tục ban hành các chính sách điều hành. Cuộc đảo chính thất bại vì vấp phải phản ứng dữ dội trong nước và quốc tế. Ngày 7 tháng 11, Kinigi rời đại sứ quán về nhà dưới sự bảo vệ của quân đội Pháp. Tuy nhiên, phe cực đoan người Tutsi tiếp tục đe dọa và khiến chính phủ của bà bị tê liệt trước làn sóng bạo lực lan rộng khắp đất nước.
Chính phủ của Kinigi — gồm 15 trong tổng số 22 bộ trưởng ban đầu — đã ổn định được tình hình ở thủ đô Bujumbura, nhưng không thể kiểm soát được làn sóng bạo lực sắc tộc lan rộng khắp cả nước sau đảo chính, khiến hàng nghìn người thiệt mạng. Phe cực đoan người Tutsi trong đảng UPRONA bắt đầu mất niềm tin vào bà, nhất là cách bà xử lý khủng hoảng. Về việc bà không tham dự lễ tưởng niệm cố lãnh đạo UPRONA là Louis Rwagasore vào ngày 13 tháng 10, báo Panafrika viết: "Một thủ tướng tự nhận là người của UPRONA mà lại vắng mặt trong buổi lễ này, thì đối với nhiều người đó là bằng chứng rằng Sylvie Kinigi không thuộc về UPRONA. Một số thậm chí nói rằng nếu không có cuộc đảo chính ngày 21 tháng 10, có lẽ giờ này bà đã đầu quân cho FRODEBU." Báo L’Observateur cũng mỉa mai: "Bà không được UPRONA bổ nhiệm chính thức, và thực tế là bà trở thành Thủ tướng nhờ ơn Chúa, ông Ndadaye và FRODEBU. Trong cuộc khủng hoảng tháng 10 năm 1993, bà hành xử như người ta dự đoán: hoàn toàn vắng bóng, và khi xuất hiện thì chỉ lặp lại luận điểm của FRODEBU." Ngày 15 tháng 11, Kinigi gửi thư lên Tổng Thư ký Tổ chức Thống nhất châu Phi (OAU), kêu gọi can thiệp quân sự để tái lập trật tự. Quân đội và phe đối lập lên án gay gắt và cho rằng đó là hành động "tái thực dân hóa Burundi". Đến tháng 12, chính phủ bà lập ủy ban điều tra do Viện trưởng Viện Kiểm sát tối cao đứng đầu nhằm xem xét các vi phạm nhân quyền sau đảo chính, nhưng hoạt động của ủy ban chưa bao giờ bắt đầu do sự phản đối từ Quốc hội đối lập.
—Kinigi phát biểu về vai trò của mình sau cuộc đảo chính, năm 1999
Do gánh nặng trách nhiệm từ khoảng trống quyền lực, Kinigi tìm cách giúp đất nước sớm có tổng thống mới. Ngày 9 tháng 1 năm 1994, theo chỉ đạo của bà, Quốc hội sửa đổi Điều 85 của Hiến pháp, trao quyền cho cơ quan này được bầu tổng thống mới. Bốn ngày sau, Cyprien Ntaryamira được bầu làm tổng thống với kết quả 78 phiếu thuận, 1 phiếu chống. Ban đầu lễ nhậm chức dự kiến diễn ra ngày 22 tháng 1, nhưng phe đối lập do UPRONA lãnh đạo kiện lên Tòa án Hiến pháp, cho rằng Điều 182 của Hiến pháp không cho phép sửa đổi trong thời kỳ khủng hoảng, nên việc sửa Điều 85 là vô hiệu. FRODEBU phản biện rằng điều chỉnh là cần thiết vì không thể tổ chức bầu cử quốc gia trong tình trạng bất ổn như hiện tại. Tòa án Hiến pháp ra phán quyết ủng hộ phe đối lập, chia rẽ theo đường lối sắc tộc. Các thẩm phán người Hutu liền từ chức và ngày 29 tháng 1, chính phủ Kinigi ban hành sắc lệnh cách chức các thẩm phán người Tutsi, khiến bạo loạn bùng phát tại Bujumbura trong vài ngày. Với sự hỗ trợ của đại diện Liên Hợp Quốc Ahmedou Ould-Abdallah, Kinigi đã đàm phán thành công một thỏa hiệp, theo đó Ntaryamira sẽ nhậm chức tổng thống cùng với một Thủ tướng mới thuộc UPRONA, và Tòa án Hiến pháp được khôi phục. Ntaryamira tuyên thệ nhậm chức ngày 5 tháng 2 năm 1994, và Kinigi chính thức từ chức Thủ tướng. Ngày 7 tháng 2, Ntaryamira bổ nhiệm Anatole Kanyenkiko kế nhiệm bà.
Kinigi trở thành người phụ nữ thứ hai trong lịch sử châu Phi từng giữ chức Tổng thống, sau Carmen Pereira của Guinea-Bissau (cũng giữ chức lâm thời). Đánh giá về thời kỳ cầm quyền của bà có nhiều ý kiến trái chiều. Một số người Tutsi coi bà là yếu kém, thậm chí báo Panafrika gọi bà là “Madame Fiasco” (Bà Thất bại). Ngược lại, nhiều thành viên FRODEBU vẫn dành cho bà sự kính trọng. Nhà báo Marc Manirakiza viết để bào chữa cho bà: “Bà ấy còn có thể làm gì hơn trong tình thế hỗn loạn chưa từng có như vậy?”. Bản thân Kinigi năm 1999 chia sẻ rằng kinh nghiệm ấy đã giúp mọi người hiểu: “Một người phụ nữ – với tâm hồn của một người mẹ và ý chí mạnh mẽ – hoàn toàn có thể làm được thậm chí nhiều hơn đàn ông, ở cấp cao nhất của chính trị.” Nhà khoa học chính trị Jane Jansen so sánh Kinigi với Agathe Uwilingiyimana – nữ thủ tướng Rwanda cùng thời, và cho rằng: “Cả hai người phụ nữ này chỉ có thể vươn lên lãnh đạo nhờ vào nỗ lực hòa giải căng thẳng sắc tộc ở quốc gia của họ.”

### Giai đoạn sau này
Sau khi rời khỏi chính trường, Kinigi đảm nhiệm một vị trí điều hành tại Ngân hàng Thương mại Burundi (Banque Commerciale du Burundi). Bà sau đó giữ nhiều vị trí quốc tế, bao gồm công tác tại Tổ chức Giáo dục, Khoa học và Văn hóa của Liên Hợp Quốc (UNESCO), Chương trình Phát triển Liên Hợp Quốc (UNDP) — đại diện tại Guinea Xích đạo, Cameroon và Senegal — cũng như tại Văn phòng Đặc phái viên Liên Hợp Quốc về Vùng Hồ Lớn tại Nairobi, nơi bà làm cố vấn chính trị kiêm điều phối viên chương trình. Năm 2008, bà trở về Burundi và trở thành một chuyên gia tư vấn kinh tế độc lập. Trong vai trò này, bà tích cực vận động cho quyền thừa kế đất đai và tài sản của phụ nữ, cũng như thúc đẩy việc áp dụng dân chủ. Năm 2016, Trung tâm Carter đã chọn Kinigi làm trưởng phái đoàn giám sát bầu cử quốc tế tại Zambia trong cuộc tổng tuyển cử năm đó.